# Tårnby
 Denne artikel handler om bydelen Tårnby. Ordet Tårnby bruges ofte også som en kort betegnelse for Tårnby Kommune.
|  | Tårnby er også et ejerlav i Tårnby Sogn (Stevns Kommune) på Stevns |
Tårnby er en bydel i Storkøbenhavn med 43.609 indbyggere  (2025). Tårnby Kommune ligger på Amager syv kilometer syd for Københavns centrum.
Tårnby Kommune ligger midt på Amager og grænser op til Dragør Kommune mod syd og Københavns Kommune mod nord. Kommunen består i dag af tre byområder, Kastrup, Tårnby og Vestamager med landsbyerne Tømmerup og Ullerup samt stederne Skelgårde, Viberup og Rågård. Foruden hører også øen Saltholm til Tårnby Kommune. Før ekspropriationerne i forbindelse med udvidelsen af Kastrup lufthavn var landsbyen Maglebylille også en del af Tårnby Kommune.
Den københavnske del af Amager, Sundbyøster og Sundbyvester, hørte indtil 1. januar 1895 til Tårnby sognekommune.

## Historie
Tårnby hørte i middelalderen under Roskildebispen, og i Roskildebispens jordebog fra 1370 får man den første samlede beskrivelse af sognet. I 1416 overgik sognet til kronen. Tårnby kan dog spore sin historie længere tilbage. Alene Tårnby Kirke kan dateres til 1100-tallet. Udgravninger i området omkring Tårnby Torv i forbindelse med bygningen af motorvejen og Øresundsbroen i 1993-1994 støtter tesen om bydelens høje alder. Her tyder flere fund på, at der har været bosættelser på stedet så langt tilbage som vikingetiden.
I 1682 havde Tårnby 14 gårde og 24 huse uden jord, i alt 314,2 tdr land dyrket jord skyldsat til 100,98 tdr.htk. Dyrkningsformen var alsædebrug, idet der blev dyrket byg på den bedste jord nær landsbyen og havre på de fjernere liggende agre. Bønderne havde adgang til store græsningsarealer på overdrevet, og det omfattende kvæghold sikrede tilstrækkelig gødning til den vedvarende agerdyrkning uden hvile.

### Forstadsudviklingen
Tårnbys udvikling i 1900-tallet blev præget af nærheden til Hovedstaden. Lige nord for lå Sundbyerne, hvor der allerede ved århundredeskiftet var en forstadsudvikling i gang. For Tårnbys vedkommende spredte byudviklingen sig i to grupper: ved Gammel Tårnby i form af begyndende udstykning af enkelte gårde, og som Tårnby Villaby i tilknytning til Amagerbrogade/Amager Landevej øst for den gamle landsby. Længe blev de to bebyggelser regnet som adskilte, idet Tårnby Villaby udgjorde en direkte forlængelse af bebyggelsen i Sundbyerne mod nord.
Endnu ved århundredeskiftet lå gårdene spredt langs vejen: Sofienhøj, Frydenhøj, Kastrup Mølle, Ny Skjelgaard, Corneliusminde, Raagaardsminde, Nye Kastrupgaard, Lille Kastrupgaard, Løjtegaard, Raagaardsdal, Dalsgaard. Allerede tidligt i århundredet var udstykningen af villagrunde i fuld gang. Udviklingen afspejlede sig i indbyggertallet: Tårnby Villaby havde 671 indbyggere i 1911, 759 indbyggere fordelt på 145 husstande i 1916, 851 indbyggere i 1921, 1.131 indbyggere i 1925, 2.110 indbyggere i 1935 og 2.268 indbyggere fordelt på 693 husstande i 1940. På dette tidspunkt var Tårnby villaby tillige under sammenvoksning med Kastrup by. I 1945 var der 2.269 indbyggere fordelt på 855 husstande. Fra 1950 blev Tårnby regnet sammen med Kastrup sogn som forstad til Hovedstaden.
Gammel Tårnby lå lidt fjernere og udviste derfor i begyndelsen en langsommere udvikling: 583 indbyggere i 1906, 604 indbyggere i 1911 og 872 indbyggere fordelt på 100 husstande i 1916, 673 i 1921, 2.308 indbyggere i 1925, 3.632 indbyggere i 1930, 4.385 indbyggere fordelt på 1.188 husstande i 1935, 5.364 indbyggere fordelt på 1.525 husstande i 1940, 5.879 indbyggere fordelt på 1.674 husstande i 1945.
Allerede i mellemkrigstiden var byplanlæggere opmærksomme på byudviklingen og det voksende behov for at sikre rekreative områder. I Københavnsegnens Grønne Omraader. Forslag til et System af Omraader for Friluftsliv udgivet at Dansk Byplanlaboratorium i 1936 blev det foreslået at opbygge et system af fredede områder forbundne med et net af stier, blandt andet en kystnær sti hele vejen rundt langs Amagers kyst. Dette fordi øens jorder blev anset for frugtbare og intensivt drevne med gartnerier. Den senere opfyldning af Vestamager og de rekreative muligheder, der lå heri, var ikke forudset.

### Byudviklingsplanlægning
Den fremadskridende byudvikling i tilknytning til hovedstaden fik også betydning for byplanlægningen. Da den såkaldte "Fingerplan" - Skitseforslag til Egnsplan for Storkøbenhavn - blev offentliggjort i 1947 med sit forslag om at samle den fremtidige byudvikling i hovedstadsområdet langs banelinjer, blev det også forudsat, at Tårnby ville vokse til at udgøre en særskilt satellitby adskilt af en mindre grøn bræmme. Byudviklingen var forudset at blive begrænset idet store dele af områderne syd for var udlagte til og berørte af Kastrup Lufthavn. Fingerplanen førte til vedtagelse af byreguleringsloven i 1949, som forudsatte nedsættelse af et byudviklingsudvalg for Københavns-egnen til planlægning af den fremtidige byudvikling i Hovedstadsområdet i form af en såkaldt byudviklingsplan.
Den 6. oktober 1949 nedsattes et byudviklingsudvalg for Københavns-egnen, som den 2. maj 1951 offentliggjorde "Betænkning vedrørende Partiel Byudviklingsplan nr. 2 for Københavns-egnens byudviklingsområde". Da Tårnby blev regnet som område for forstadsudvikling med god trafikbetjening, og under indtryk af, at området var byggemodnet i form af kloakering, og at byudviklingen forudsattes ikke at være i konflikt med frednings- og friluftsinteresser, blev udpeget byudviklingsområder i tilknytning til Tårnby. Man regnede med, at et indbyggertal på 21.000 i 1950 ville vokse til 52.500, når de udlagte inderzoner og mellemzoner var udbyggede. Dertil kom byudvikling i tilknytning til Store Magleby og Dragør (men adskilt fra Tårnby byområde). Det var forudsat, at Tårnby ville udvikle sig til et kompakt, klart afgrænset byområde. I 1967 blev den oprindelige plan fulgt op med "Betænkning vedrørende Partiel Byudviklingsplan nr. 8 for Københavns-egnens byudviklingsområde". I planen blev udlagt yderligere til byudvikling. For et af disse områder konstateredes, at området oprindelig var udlagt til sommerhusbebyggelse, at "Arealet er udstykket i ca. 1800 parceller, og ca. 40% af sommerhusparcellerne bebos hele året, og byudviklingsudvalget har derfor givet tilladelse til anlæg af vandledninger i frostfri dybde og forbedring af boligvejene i området. Arealet, der kan og bør kloakeres, agtes anvendt til parcelhusbebyggelse og fællesanlæg, herunder skole." Den samlede boligvækst i Tårnby var beregnet at vokse fra ca. 2700 i 1966 til ca. 4500, når alle muligheder var udnyttede.
At det ikke kom videre, skyldes Kastrup Lufthavn, der lagde betydelige begrænsninger på byudviklingen. Netop i de samme år pressede Københavns overborgmester på for at få udlagt hele Amager til fremtidig boligudvikling, og samtidig var der planer fremme om at flytte Kastrup Lufthavn til Saltholm. Disse planer kom dog aldrig til udførelse.

## Venskabsbyer
- Skedsmo
- Alingsås